# San Polo di Piave
San Polo di Piave est une commune italienne de la province de Trévise dans la région Vénétie en Italie.

## Histoire
Le bourg de San Polo di Piave, situé sur une ancienne voie romaine, a connu son heure de gloire au XIXe siècle, lorsque la riche famille vénitienne Papadopoli acheta toutes les terres environnantes et y construisit sa résidence de campagne, Il Castello.

## Administration
| Période                                  | Période | Identité | Étiquette | Qualité |
| ---------------------------------------- | ------- | -------- | --------- | ------- |
|                                          |         |          |           |         |
| Les données manquantes sont à compléter. |         |          |           |         |

### Hameaux
Rai

### Communes limitrophes
Cimadolmo, Fontanelle (Italie), Ormelle, Vazzola

### Personnalités nées à San Polo di Piave
- Ilario Antoniazzi
- Trifone Gabriel